# Betama
Betama ist eine osttimoresische Siedlung im Suco Cassa (Verwaltungsamt Ainaro, Gemeinde Ainaro).

## Geographie
Betama ist ein Dorf im Nordosten der Aldeia Lailima, in einer Meereshöhe von 198 m. Durch das Dorf führt die Überlandstraße von Cassa, dem Hauptort des Sucos, zur Gemeindehauptstadt Ainaro im Norden. Östlich fließt der Buronuno, ein Nebenfluss des Belulik und Grenze zum Suco Suro-Craic. Südlich liegt an der Überlandstraße das Nachbardorf Lias, nördlich das Dorf Faulata.